# شاهدخت شوشی (۱۱۰۵–۱۰۲۷)
شاهدخت شوشی (به ژاپنی: 章子内親王 Shōshi naishinnō)؛ 1027 – ۱۱۰۵ (۷۷−۷۸ سال)) دختر امپراتور گو-ایچیجو، یکی از همسران امپراتور گو-ریزی بود.